# Szubitizáció
A szubitizáció maximum négy tárgy számosságáról alkotott gyors és pontos döntést jelent. A szó a latin subitus melléknévből származik, melynek jelentése hirtelen, váratlan. A nagyobb elemszámú egységek megítélésére a számlálás (angolul counting) és a becslés folyamatai adnak lehetőséget a tárgyak száma és a válaszra rendelkezésre álló idő függvényében. A becslés rövid idő esetén az elsődleges stratégia.
A számolás pontossága és gyorsasága nagyban függ az elemek számától. A döntés 1–4 elem esetén azonnali és pontos. Négyet meghaladó elemszám esetén a pontosság a hozzáadott elemek számának megfelelően romlik, ezen kívül minden egyes hozzáadott tárgy 250–350 ms többletet jelent az ítélet sebességében. Míg a szubitizációs tartományon kívül eső elemszámok esetében a válasz sebessége elemenként az ismertetett mértékben romlik, az 1–4 tartományon belül ez elemenként 40–100 ms. A kísérleti személyek arról számoltak be, hogy „ránézésre” képesek voltak a pontos ítéletre, míg négynél több elem esetén a tekintetüket végig kellett vezetniük az egyes elemeken, míg mindet meg nem számolták. A pontos számolás lehetősége kiküszöbölhető kísérletileg, gyors prezentálással, az elemek későbbi maszkolásával, vagy a kísérleti személyek gyors válaszra kényszerítésével.

## Szubitizációért felelős agyi struktúrák

### Bálint-szindróma
A különböző agyi struktúrákat feltételező elmélet bizonyítéka lehet szimultánagnóziás (egyik kulcskomponense a Bálint-szindrómának) betegek klinikai vizsgálata. Ebben a rendellenességben szenvedő betegek képtelenek tárgyak helyének pontos térbeli meghatározására. Ezen súlyos tünet ellenére képesek tárgyak számának pontos megítélésére a szubitizációs tartományon belül, míg ennél nagyobb számú tárgyak együttesét képtelenek megszámolni. Ez a rendellenesség a parietális lebeny bilaterális sérülésével áll kapcsolatban, amely agyi terület a téri figyelmi váltásért felelős.

### Képalkotó eljárások eredményei
PET segítségével vizsgálták kísérleti személyek agyi aktivitását egy képernyőre vetített kétdimenziós ábrák számolása közben. A résztvevők teljesítménye az előzőekben ismertetettek alapján alakult a feldolgozás gyorsasága és pontossága tekintetében a szubitizációs tartományon belül és kívül eső elemszámok esetén. Szubitizáció esetén bilaterális aktivitást mutattak ki az extrastriatális okcipitális kéregben, elemenkénti számlálás esetében is aktiválódtak ezek a területek, valamint a superior parietális lebeny, az intraparietális sulcus, a jobb inferior frontális régiók és az anterior cingulate. Tehát csak a számlálás kapcsolódott a figyelemmel kapcsolatos agyi területekkel.

## A szubitizációért felelős rendszer
Az egyik elmélet szerint a szubitizációért a vizuális rendszer a felelős. Több kísérletből származik empirikus bizonyíték ennek alátámasztására. A legkorábbi eredmények vizuális reprezentáció létezését igazolták a verbális reprezentáció lehetőségével szemben. Ezek az eredmények olyan kísérletekből származnak, amelyek során artikulációs elnyomást alkalmaztak a kísérlet készítői a számosság megítélése közben, mellyel a verbális rendszer működését küszöbölték ki a szubitizáció folyamatában. Mivel így is megfigyelhető volt a jelenség, kizárható, hogy verbális alapon történne a feldolgozás. A vizuális rendszeren belül a tárgy-fájl rendszerrel is összefüggésbe hozták a szubitizáció jelenségét.
Egy másik elmélet szerint a mentális számegyenes működése felelős a szubitizációért. Ez az a rendszer, amellyel nagyobb elemszám esetén gyorsan képesek vagyunk megbecsülni a tárgyak számosságát. A mentális számegyenes bemenettől függetlenül működik, teljesítménye független a bemutatott ingerek jelölésmódjától. Kísérletileg igazolást nyert, hogy a szubitizáció nem jelenik meg szimbólumok számosságának eldöntése esetén, viszont például pontoknál igen. Ez kizárja a mentális számegyenes bevonódását a folyamatba.

### Mintázatfelismerési hipotézis[1]
Eszerint az elmélet szerint az egy, kettő és három tárgyból álló halmazok számosságának felismerésében a geometriai formák segítenek minket. Ezek a tárgyak ugyanis könnyen felismerhető geometriai formákba rendeződnek. Az egy tárgy egy pontot, a két tárgy egy egyenest, három pedig egy háromszöget határoz meg. Nagyobb számosságok esetén (9-ig), azok mintázatba rendezett felismerésük tréningjével növelhető a gyors felismerési tartomány (ahogyan az például a dominó vagy dobókocka mintázata esetében is megfigyelhető).
Kritikák. Abban az esetben, ha a három elem egyetlen egyenesen foglal helyet a térben, és nem illeszthető rájuk a háromszögminta, a szubitizáció változatlanul érvényesül. A mintázat felismerés kiemelkedő szerepe ellen tanúskodnak a képalkotó eljárások is, melyek nem a mintázat-felismerésben részt vevő területeken mutattak aktivitás szubitizációs feladatok közben. Megfontolásra érdemes továbbá, hogy a geometriai ismeretek tekintetében naiv gyerekek esetében a készség szintén kimutatható.

### Gyors számlálás hipotézis
Gallistel és Gelman szerint a szubitizációs tartományban működő mechanizmusok nem térnek el minőségileg az ezen felüli számosság esetében működő számlálástól. Szerintük itt is elemenként történő soros letapogatás zajlik, mivel ez az elemszám olyan nagyon alacsony, így rendkívül kis emlékezeti terheléssel jár együtt. Ez lehetővé teszi a számlálás preverbális módját, azaz ebben a tartományban szavak nélkül számolunk.

### Tárgyak párhuzamos feldolgozása
Stanislas Dehaene szerint a gyors számlálási hipotézissel szemben a kis elemszámú halmazok esetén minőségileg más mechanizmus szerint történik a számlálás, illetve a számosságról való ítélethozatal. A legfontosabb különbség, hogy a feldolgozás nem szeriális, hanem párhuzamos jellegű eszerint a modell szerint. A vizuális feldolgozás figyelem előtti (preattentív) szakaszában az idegrendszer speciális területei (nyakszirti-fali kérgi területek) a látóteret gyorsan különálló tárgyakra bontják, melyek számossága ez után válik megbecsülhetővé. A becslési folyamat fontos része, hogy a becsült számtól eggyel kevesebb és eggyel nagyobb értéke is jól megkülönböztethető legyen, mely szempontból a 4 az első szám, ahol a hibázási lehetőség nagyságrendekkel nő a rendszer számára. Vitatott konzekvencia: a szubitizáció csak vizuális modalitásban működik. Ezzel kapcsolatban azonban egyelőre nem mutatnak egységes képet a taktilis és hallási modalitás vizsgálata során kapott eredmények.

## Lásd még
- Számossági adaptációs hatás